# おらおら
『おらおら』は、1987年9月17日に発売された、とんねるずの13枚目のシングル。

## 概要
同年10月1日放送『500回記念 ザ・ベストテン』（TBS系）出演を狙って発売日が調整され、「チャートインしなければもう歌わない」と『とんねるずのオールナイトニッポン』などでリクエストを呼びかけていた。結果、5位にチャートインした。

## 収録曲
全曲　作詞：秋元康／作曲・編曲：後藤次利
1. おらおら
2. ボツ